# Авангард Малагасійської Революції
Аванга́рд Малагасі́йської Револю́ції (Antokon`ny Revolisiona Malagasy, Avantgarde de la Revolution Malagasy — AREMA) — політична партія Мадагаскару.
Партія заснована президентом Мадагаскару Д.Раціракою в 1976 році. Разом з іншими прогресивними партіями, що прийняли як свою програму Хартію малагасійської соціалістичної революції, увійшла в створений в грудні 1976 року Національний фронт захисту революції. Об'єднує представників державної служби, військових, частину інтелігенції, робітників, селян. Має найбільшу кількість місць в парламенті (після виборів 1983 року — 115 місць з 137). Генеральний секретар — Д.Рацірака. Друкований орган «Атрика» (Atrika).